# Adrian Angelico
Adrian Angelico, född 9 mars 1979, är en norsk-samisk operasångare och mezzosopran. Angelico är känd för sin ickebinära HBTQ-identitet.

## Biografi
Adrian Angelico föddes som Angelica Voje i Tromsö och växte upp i Groruddalen i Oslo.
Angelico är utbildad vid International Opera Studio Zürich och vid Royal College of Music. Bland utmärkelser kan nämnas två specialpriser vid Queen Sonja International Music Competition. Han deltog i Oslo Griegfestivalen 2009.
Adrian debuterade på London Royal Opera House i juni 2014 som markisinnan de Merteuil i John Fulljames uppsättning av Luca Francesconis opera Quartett, en roll Adrian även gjort i Frankrike, Italien och USA. Adrian har även gjort en bejublad Carmen med Musikteateret Trondheim.
År 2010 debuterade Adrian på Bregenzer Festspiele i två nyuppsättningar av Mieczysław Weinbergs operor Die Passagierin och Das Portrait. Han har gjort titelrollen i Nora, en opera av Du Wei och Jon Fosse med världspremiär i Tianjin, Kina 2014.
Våren 2018 sjöng Adrian Octavian i Rosenkavaljeren i regi av Christof Loy på Kungliga Operan i Stockholm – svensk debut, debut på Kungliga Operan och rolldebut. Året därpå sjöng Adrian rollen som Octavian i Oslo. Under 2020-2021 gjorde han Sesto i Titus mildhet i en covid-produktion av Bergen Nasjonale Opera som tv-sändes över hela världen. Våren 2022 var han tillbaka i Stockholm som Cherubin. Adrian sjöng Idamante (Idomeneo) i Wiesbaden senare under 2022. 2022/23 blev det två roller på Malmö Opera: Faust i Marguerite – en dans med djävulen och Cherubin i Figaros bröllop. 2023 innebar bland annat en solokonsert på Den Norske Opera & Ballett.
Adrian specialiserar sig på "byxroller" men sjunger även kvinnoroller i mezzoregistret. På Adrians operarepertoar kan nämnas Kompositören (Ariadne på Naxos), Le Prince Charmant (Cendrillon), Cherubin (Figaros bröllop), Prins Orlovsky (Läderlappen), Räven (Den listiga lilla räven), Flora (La traviata) och Vitige i Händels Flavio.
Angelico har sedan 2017 beskrivit sig själv som transman. Sedan 2024 har han identifierat sig som ickebinär.